# إرنا فورمان
إرنا فورمان (بالإنجليزية: Erna Furman)‏ هي محللة نفسانية وعالمة نفس أمريكية، ولدت في 14 يونيو 1926 في فيينا في النمسا، وتوفيت في 9 أغسطس 2002 في كليفلاند في الولايات المتحدة.